# 한국소방안전협회
한국소방안전협회(韓國消防安全協會, Korea Fire Safety Association)는 소방 안전 교육을 시행하고 소방 안전 교육 및 화재 예방 홍보활동을 하는 1980년에 설립된 대한민국의 법인이다. 서울특별시 영등포구 영중로 170 (영등포동8가)에 있다.

## 설립 근거
- 소방기본법 제40조[1]

## 연혁
- 1980년 1월 4일 한국소방안전협회 창립발기인 총회
- 1980년 10월 7일 내무부장관 설립 허가
- 1980년 11월 2일 전국 시도지부 설립 허가(1실 2부 4과 11지부)
- 1981년 8월 19일 행정관청 위탁사업 수탁 (소방교육)
- 1993년 7월 19일 한국소방안전협회 건물 준공(서울 영등포구 영중로 소재)
- 1996년 12월 28일 소방시설관리업 등록
- 1999년 1월 1일 3부 7과 12지부
- 2000년 7월 24일 시공능력평가 및 공시업무 수탁
- 2002년 2월 7일 부산광역시지부 청사 준공(부산광역시 동래구 명륜로 소재)
- 2003년 7월 10일 1실2부7팀 12지부 2출장소
- 2004년 6월 30일 경기도지부 청사 준공(경기도 수원시 팔달구 고화로 소재)
- 2004년 8월 23일 1실 3부 12팀 14지부
- 2006년 2월 6일 광주전남지부 청사 준공(광주광역시 광산구 사암로171번길 소재)
- 2006년 11월 15일 대전충남지부 청사 준공(대전광역시 대덕구 한밭대로 1118 소재)
- 2006년 12월 28일 인천광역시지부 청사 준공(인천광역시 서구 경명대로 소재)
- 2008년 1월 1일 시공능력평가 및 공시업무 이관
- 2009년 1월 1일 2실 3부 12과 14지부
- 2013년 7월 8일 4부 1소 13과 14지부
- 2013년 11월 19일 충북지부 청사 준공(충청북도 청주시 서원구 2순환로 소재)
- 2013년 12월 23일 4부 1소 1실 12과 14지부 158명
- 2015년 9월 4일 4부 1소 1실 11과 14지부 179명
- 2016년 2월 3일 경기북부지부 청사 준공

## 조직

### 한국소방안전협회장
- 총회
- 이사회
- 감사실

| - 정책연구소 | 사업이사 교육부 교육운영과 평가관리과 교재개발과 안전관리부 안전진단과 안전평가과 홍보부 홍보과 고객서비스과 |

### 지부
| - 서울지부 - 인천지부 - 경기지부 - 경기북부지부 | - 강원지부 | - 충북지부 | - 대전충남지부 | - 전북지부 | - 광주전남지부 | - 대구경북지부 | - 부산지부 - 울산지부 - 경남지부 | - 제주지부 |

## 사건·사고 및 논란

### 한국소방안전공단 개편 시도
2014년 12월 23일 김태원 국회의원(새누리당, 고양 덕양을)이 한국소방안전협회를 한국소방안전공단으로 개편하는 내용을 담은 ‘한국소방안전공단법안’을 대표 발의하였다. 구체적인 내용을 보면 소방안전공단은 소방안전에 관한 연구ㆍ개발․보급 및 지원, 소방안전교육 및 화재예방홍보, 소방안전시설의 설치ㆍ운영, 소방안전시설 등의 안전 진단ㆍ평가ㆍ조사 및 인증, 소방안전에 관한 국제협력 등의 사업을 수행토록 규정하고 있다. 김태원 의원은 “소방에 대한 국민안전의식이 선진국에 못미쳐 피해를 유발하는 화재 빈발로 큰 사회적 비용이 발생하고 있다”며 “화재 피해를 최소화하고 체계적이고 전문적인 소방안전서비스에 대한 국민들의 기대와 사회적 요구가 지속해서 제기되고 있는 상황”이라고 지적했다. 이어 “한국소방안전공단을 설립해 대국민 화재안전의식을 개선하기 위한 화재예방 및 홍보활동을 확산시켜 나가고 국가 중요시설과 초고층 건물 등에 대한 화재위성 평가를 실시하는 등 소방안전서비스를 제공토록 해 소방안전에 대한 불안감을 실효적으로 해소해야 한다”고 법안 필요성을 강조했다.
2015년 2월 2일 오후 3시 국회도서관 지하 1층 소회의실에서 ‘한국소방안전공단 설립을 위한 입법 공청회’가 개최되었다. 행사에는 김태원 의원, 조송래 국민안전처 중앙소방본부장, 신현철 한국소방안전협회장 등이 참석했으며 홍준형 서울대학교 행정대학원 교수가 ‘한국소방안전공단 설립방안’이란 제목의 주제발표에 나섰다.
홍준형 교수는 “소방안전은 국가 안전의 주요한 분야로 사회안전망 구축에 필수적이라는 점에서 소방안전관리체계 구축에 있어 공익성의 확보가 가장 중요하다는 것을 확인할 수 있다”며 “한국소방안전공단의 조직 형태는 국가 주요기반시설에 대한 안전관리 및 사회취약계층에 대한 지원을 통해 업무의 공익성을 확보하기에 가장 유용한 조직 형태이고 대국민 교육 및 홍보를 강화해 국민 안전의식을 고취할 수 있다는 점에서 화재예방의 효과가 확대될 것”이라고 설명했다. 이어 “공공기관의 조직 운영은 안정성과 효과성 역시 높다는 점에서 소방안전공단으로 개편하는 방안이 소방안전관리체계의 개선이라는 목적 달성에 있어 최적의 대안”이라며 “국가적 차원에서 전문성, 공익성, 비영리성, 효율성을 담보로 소방안전의 선진화 및 양질의 소방서비스를 안정적, 지속적으로 제공하기 위해 한국소방안전공단의 신설이 절실히 요구된다”고 지적했다.
한편, 한성대학교 행정학과 이창원 교수와 한국화재소방학회 백동현 교수는 공단화에 앞서 타 소방관련 기관이나 단체 등과의 협의 없이 독단적으로 공단화를 추진하는 것은 문제가 있다고 지적했다. 중앙소방본부 소방정책국 소방제도과 박성열 제도1계장은 공단화 설립 과정에서 사업 등을 위한 관련 법률의 개정 검토 작업이 필요하다는 의견을 피력했고, 서울경제신문 고광본 부장은 현행 한국소방안전협회의 소방안전관리자 양성을 위한 교육 체계의 문제점을 해소해야 한다고 지적했다.

## 같이 보기
- 한국소방시설협회
- 한국소방시설관리협회
- 한국소방시설관리사협회
- 한국소방안전교육사협회
- 한국소방안전권익협회
- 한국소방기술인협회
- 한국소방기술사회
- 한국소방정책학회
- 대한민국재향소방동우회
  - 119소방안전복지사업단
- 전국의용소방대연합회
- 한국소방산업협동조합
- 한국소방산업기술원
- 대한소방공제회
- 한국소방방송
- 한국소방안전신문
- 소방방재신문